# 田地古墳
田地古墳（たちこふん）とは、石川県白山市（旧松任市）田地町にある古墳である。白山市の史跡に指定されている。

## 概要
手取川の扇状地の中央に位置する。田地集落の西側。
道路の側溝工事の際に偶然石室を発見、1970年に発掘調査を実施。
その後古墳は埋め戻され、旧松任市の史跡に指定される。また出土遺物も市の文化財に指定される。
現在、古墳の場所には石碑と案内板がたつ。

## 墳丘
規模・墳形ともに不明。明治中ごろの耕地整理で墳丘が失われた。

## 埋葬施設
横穴式石室。河原石積みの無袖構造。
石室の全長7.25メートル、玄室長4.91メートル、羨道長2.29メートル、奥壁幅1.0メートル、残存高さ0.51メートルを測る。
奥壁は水平に並ぶ2つの大型の石で形作るが、上部は失われて不詳。側壁は河原石が2～3段残存するが、やはり上部は失われ不詳。
排水施設らしきものの検出なし。
玄室床面にのみ小砂利の敷石が確認。

## 副葬品
- 須恵器：坏蓋9個、坏身9個、はそう1個、高坏1個、平瓶1個
- 金属製品：鉄製刀子2個、鉄鏃茎1個、銀環2個

## 築造年代
7世紀初頭。須恵器の編年（森編年のⅢ期末）による。

## 交通アクセス
- 石川県道22号金沢小松線より北西側へ約600メートル離れた位置にある。駐車場等はない。